# Conferència d'Évian

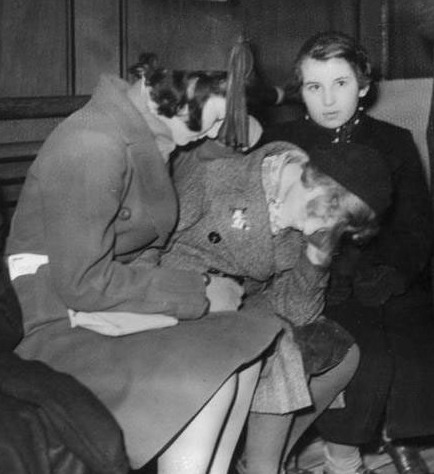
Dues noies jueves arriben com a refugiades al Regne Unit l'any 1938

La Conferència d'Évian va ser convocada per iniciativa del President dels Estats Units Franklin Delano Roosevelt el juliol de 1938 per discutir el tema del creixent nombre de refugiats jueus que fugien de la persecució de l'Alemanya Nazi. Durant vuit dies, del 6 al 15 de juliol representants de 32 països i 39 organitzacions privades es van reunir a Évian-les-Bains, França. També hi van assistir vint-i-quatre organitzacions de voluntaris, en qualitat d'observadors, moltes de les quals presentaren plans oralment i per escrit. Al voltant de 200 periodistes hi van assistir com a observadors.
Donat que tant els Estats Units com la Gran Bretanya es negaren a acollir un gran nombre de jueus, la conferència va ser considerada en última instància com un fracàs. La majoria dels països que hi assistiren es van mostrar també poc resolutius i els Jueus quedaren sense escapatòria i subjectes en última instància al que es coneix com la "solució final a la qüestió jueva" de Hitler. La conferència va ser vista per alguns com "un exercici d'hipocresia de la col·laboració anglo-americana".
La futura Primera Ministra d'Israel Golda Meïr va assistir a la conferència en qualitat de representant dels jueus del Mandat Britànic de Palestina i en parla a les seves memòries. Després de la conferència va dir a la premsa: "Només hi ha una cosa que espero veure abans de morir i és que el meu poble no necessiti mai més expressions de simpatia." El líder sionista Chaim Weizmann va declarar: "El món semblava estar dividit en dues parts - aquelles zones on els jueus no podien viure i aquelles on no podien entrar."
Dos mesos de la conferència es van produir els Acords de Múnic en virtut dels quals Hitler va ocupar part de Txecoslovàquia, on hi vivien uns 120.000 jueus. El novembre d'aquell mateix any es va produir un important pogrom a Alemanya conegut com la Nit dels vidres trencats.